# Saint-Sauveur-le-Vicomte
Saint-Sauveur-le-Vicomte è un comune francese di 2 089 abitanti situato nel dipartimento della Manica nella regione Normandia.

## Storia

### Simboli
Lo stemma comunale prende spunto dal blasone della famiglia de Harcourt, antichi signori della baronia di Saint-Sauveur, che portavano uno scudo  di rosso, a due fasce d'oro .

## Società

### Evoluzione demografica
Abitanti censiti